# Liste des œuvres d'art de la Lozère
Cet article vise à recenser les œuvres d'art dans l'espace public de la Lozère, en France.

## Liste
Les œuvres sont classées par ordre alphabétique de communes et, au sein de celles-ci, par ordre chronologique d'installation, dans la mesure des informations disponibles.

### Sculptures
| Œuvre                                             | Auteur                           | Commune                   | Localisation                                | Notes | Installation | Coordonnées                      | Illustration                        |
| ------------------------------------------------- | -------------------------------- | ------------------------- | ------------------------------------------- | --- | ------------ | -------------------------------- | ----------------------------------- |
| 8 cubes                                           | Bogumiła Strojna                 | Altier                    | Sentier de sculptures Sculptures en liberté | | 2017         | 44° 28′ 33″ nord, 3° 51′ 56″ est | 8 cubes                             |
| Araucaria                                         | Dominique Coutelle               | Altier                    | Sentier de sculptures Sculptures en liberté | | 2017         | 44° 28′ 42″ nord, 3° 51′ 54″ est | Araucaria                           |
| Blocs Brut                                        | Ernst Günter Herrmann            | Altier                    | Sentier de sculptures Sculptures en liberté | | 2017         | 44° 28′ 43″ nord, 3° 51′ 49″ est | Blocs Brut                          |
| Chromozones 3                                     | Bernard Blaise                   | Altier                    | Sentier de sculptures Sculptures en liberté | | 2017         | 44° 28′ 35″ nord, 3° 51′ 51″ est | Chromozones 3                       |
| Cosmogonie                                        | Jean-Philippe Baudry             | Altier                    | Sentier de sculptures Sculptures en liberté | | 2017         | 44° 28′ 42″ nord, 3° 51′ 52″ est | Cosmogonie                          |
| duo                                               | Bernard Didelle                  | Altier                    | Sentier de sculptures Sculptures en liberté | | 2017         | 44° 28′ 42″ nord, 3° 51′ 51″ est | duo                                 |
| Flèche verticale                                  | Pascal Fancony                   | Altier                    | Sentier de sculptures Sculptures en liberté | | 2017         | 44° 28′ 33″ nord, 3° 51′ 57″ est | Flèche verticale                    |
| Lignes de cube noir et or                         | Sébastien Zanello                | Altier                    | Sentier de sculptures Sculptures en liberté | | 2017         | 44° 28′ 43″ nord, 3° 51′ 55″ est | Lignes de cube noir et or           |
| Noos                                              | Pima                             | Altier                    | Sentier de sculptures Sculptures en liberté | | 2017         | 44° 28′ 42″ nord, 3° 51′ 53″ est | Noos                                |
| Orri 2                                            | José Aguirre                     | Altier                    | Sentier de sculptures Sculptures en liberté | | 2017         | 44° 28′ 43″ nord, 3° 51′ 48″ est | Orri 2                              |
| Rainures Totem                                    | Pol Richard                      | Altier                    | Sentier de sculptures Sculptures en liberté | | 2017         | 44° 28′ 32″ nord, 3° 51′ 58″ est | Rainures Totem                      |
| Trait 18                                          | Chantal Atelin                   | Altier                    | Sentier de sculptures Sculptures en liberté | | 2017         | 44° 28′ 33″ nord, 3° 51′ 55″ est | Trait 18                            |
| Bête du Gévaudan                                  | Noël Pélissier et Roch Pélissier | Aumont-Aubrac             | À déterminer                                | Représente la bête du Gévaudan. | 1992         | à géolocaliser                   | Bête du Gévaudan                    |
| Monument à la République                          | À déterminer                     | Barre-des-Cévennes        | À déterminer                                | | À déterminer | à géolocaliser                   | Image manquante                     |
| Statue de Bertrand du Guesclin,                   | Hector Lemaire                   | Châteauneuf-de-Randon     | Sur la place de la Mairie                   | Représente Bertrand du Guesclin. | 1894         | 44° 38′ 28″ nord, 3° 40′ 32″ est | Statue de Bertrand du Guesclin      |
| Gisant de Bertrand du Guesclin                    | Philippe Kaeppelin               | Châteauneuf-de-Randon     | Cénotaphe de Bertrand du Guesclin           | Le cénotaphe est construit en 1820 ; le gisant actuel est installé en 1980 en remplacement du gisant précédent. | 1980         | 44° 37′ 49″ nord, 3° 42′ 12″ est | Gisant de Bertrand du Guesclin      |
| Buste de Léon Boyer,                              | Denys Puech                      | Florac                    | Sur l'esplanade Marceau-Farelle             | Représente Léon Boyer. L'original de 1890 en bronze est fondu en 1942, dans le cadre de la mobilisation des métaux non ferreux. | À déterminer | 44° 19′ 29″ nord, 3° 35′ 39″ est | Buste de Léon Boyer                 |
| Bête du Gévaudan                                  | Louis Castel                     | Le Malzieu-Ville          | À déterminer                                | Représente la bête du Gévaudan. | 2010         | 44° 51′ 16″ nord, 3° 19′ 41″ est | Image manquante                     |
| Bête du Gévaudan                                  | Louis Castel                     | Le Malzieu-Ville          | À déterminer                                | Représente la bête du Gévaudan. | 2012         | à géolocaliser                   | Bête du Gévaudan                    |
| Bête du Gévaudan                                  | Emmanuel Auricoste               | Marvejols                 | Sur la place des Cordeliers                 | Représente la bête du Gévaudan. | 1958         | 44° 33′ 06″ nord, 3° 17′ 32″ est | Bête du Gévaudan                    |
| Enfants                                           | À déterminer                     | Marvejols                 | Avenue du Docteur-de-Framond                | | À déterminer | 44° 33′ 50″ nord, 3° 17′ 27″ est | Image manquante                     |
| Statue d'Henri IV                                 | Emmanuel Auricoste               | Marvejols                 | À déterminer                                | Représente Henri IV. | À déterminer | 44° 33′ 18″ nord, 3° 17′ 28″ est | Statue d'Henri IV                   |
| Médaillon de René Luche                           | À déterminer                     | Marvejols                 | Esplanade Lucien-Oziol                      | | 1963         | à géolocaliser                   | Image manquante                     |
| Médaillon de Lucien Oziol                         | Nella Buscot (es)                | Marvejols                 | Esplanade Lucien-Oziol                      | | À déterminer | 44° 32′ 55″ nord, 3° 17′ 35″ est | Image manquante                     |
| Buste de Pierre Savorgnan de Brazza               | Henri Louis Cordier              | Marvejols                 | Dans le square Olivier-de-Framond           | Représente Pierre Savorgnan de Brazza. | 1946         | 44° 33′ 00″ nord, 3° 17′ 23″ est | Buste de Pierre Savorgnan de Brazza |
| Buste d'Henri Bourrillon                          | Henri Bouchard                   | Mende                     | Sur la place de la République               | Représente Henri Bourrillon. | 1949         | 44° 31′ 04″ nord, 3° 29′ 58″ est | Buste d'Henri Bourrillon            |
| Buste de Jean-Antoine Chaptal,                    | À déterminer                     | Mende                     | Sur la place Chaptal                        | Représente Jean-Antoine Chaptal. Buste original de 1932 réalisé par Alexandre Joseph Odin est fondu en 1942, dans le cadre de la mobilisation des métaux non ferreux. Un buste de remplacement réalisé par Albert Féraud est installé en 1956. Il est retiré en 2000, entreposé dans les archives municipales et remplacé par un buste identique à l'original. | 2000         | 44° 31′ 01″ nord, 3° 29′ 56″ est | Buste de Jean-Antoine Chaptal       |
| Mendozère                                         | Robert Prohin                    | Mende                     | À déterminer                                | | À déterminer | 44° 31′ 05″ nord, 3° 29′ 30″ est | Image manquante                     |
| Buste de Théophile Roussel,                       | Jean-Baptiste Antoine Champeil   | Mende                     | Sur la place Théophile-Roussel              | Représente Théophile Roussel. Les allégories devant le piédestal sont fondues en 1942, dans le cadre de la mobilisation des métaux non ferreux. | 1908         | 44° 31′ 11″ nord, 3° 29′ 50″ est | Buste de Théophile Roussel          |
| Statue d'Urbain V,                                | Auguste Dumont                   | Mende                     | Sur la place Urbain-V                       | Représente Urbain V. | 1874         | 44° 31′ 02″ nord, 3° 29′ 53″ est | Statue d'Urbain V                   |
| Buste du rebouteux Pierre « Pierrounet » Brioude, | Joseph Malet                     | Nasbinals                 | Sur la place du Foirail                     | Érigé en 1909 près de l’église. | À déterminer | 44° 39′ 42″ nord, 3° 02′ 54″ est | Image manquante                     |
| Sculpture                                         | Michel Tessier                   | Saint-Chély-d'Apcher      | Rue des Martyrs-du-Maquis                   | | 1990         | à géolocaliser                   | Image manquante                     |
| Robert Louis Stevenson                            | À déterminer                     | Saint-Flour-de-Mercoire   | À déterminer                                | | À déterminer | à géolocaliser                   | Image manquante                     |
| L'Homme cévenol                                   | Affrooz Cherine                  | Saint-Germain-de-Calberte | À déterminer                                | | 1995         | 44° 13′ 06″ nord, 3° 48′ 34″ est | Image manquante                     |

### Monuments aux morts
| Œuvre                                                    | Auteur                                                       | Commune                | Localisation                                                 | Notes              | Installation | Coordonnées                      | Illustration                                                                                                 |
| -------------------------------------------------------- | ------------------------------------------------------------ | ---------------------- | ------------------------------------------------------------ | ------------------ | ------------ | -------------------------------- | --- |
| La Résistance (monument aux morts)                       | Copie d'après Charles-Henri Pourquet                         | Albaret-le-Comtal      | À déterminer                                                 |                    | À déterminer | à géolocaliser                   | La Résistance (monument aux morts)                                                                           |
| Poilu mourant (monument aux morts)                       | Copie d'après Jules Déchin                                   | Aumont-Aubrac          | À déterminer                                                 |                    | À déterminer | à géolocaliser                   | Image manquante                                                                                              |
| Poilu à l'écu (d) (monument aux morts)                   | Copie d'après Union internationale artistique de Vaucouleurs | Banassac               | À côté de l'église Saint-Médard                              |                    | À déterminer | à géolocaliser                   | Image manquante                                                                                              |
| Monument aux morts                                       | Jean Mérignargues                                            | Florac                 | Place du Souvenir                                            |                    | 1921         | 44° 19′ 29″ nord, 3° 35′ 39″ est | Monument aux morts de Florac                                                                                 |
| Monument aux morts                                       | À déterminer                                                 | Grandvals              | À déterminer                                                 |                    | À déterminer | 44° 44′ 24″ nord, 3° 02′ 15″ est | Monument aux morts de Grandvals                                                                              |
| Poilu écrasant l'aigle allemand (d) (monument aux morts) | Copie d'après Charles-Henri Pourquet                         | La Bastide-Puylaurent  | À déterminer                                                 |                    | À déterminer | à géolocaliser                   | Poilu écrasant l'aigle allemand (d) (monument aux morts)                                                     |
| Monument aux morts                                       | Maxime Real del Sarte                                        | Langogne               | Place de la Halle                                            | inscrit MH (2018). | 1922         | 44° 43′ 34″ nord, 3° 51′ 18″ est | Image manquante                                                                                              |
| Poilu au repos (monument aux morts)                      | Copie d'après Étienne Camus                                  | Le Malzieu-Forain      | À déterminer                                                 |                    | 1924         | à géolocaliser                   | Poilu au repos (monument aux morts)                                                                          |
| Le Vainqueur avec drapeau (monument aux morts)           | Copie d'après Charles-Henri Pourquet                         | Le Malzieu-Ville       | À déterminer                                                 |                    | À déterminer | à géolocaliser                   | Le Vainqueur avec drapeau (monument aux morts)                                                               |
| Poilu au repos (monument aux morts)                      | Copie d'après Étienne Camus                                  | Les Laubies            | À côté de l'église                                           |                    | 1922         | à géolocaliser                   | Poilu au repos (monument aux morts)                                                                          |
| La Défense du drapeau (d) (monument aux morts de 1870)   | Copie d'après Aristide Croisy                                | Mende                  | Sur la place Charles-de-Gaulle, anciennement place d'Angiran |                    | 1896         | à géolocaliser                   | La Défense du drapeau (d) (monument aux morts de 1870)« Monument aux morts de 1870 à Mende », sur e-monumen. |
| Salut au héros (monument aux morts)                      | Joseph Malet                                                 | Nasbinals              | Près de l'église                                             |                    | 1922         | à géolocaliser                   | Salut au héros (monument aux morts)« Monument aux morts de 1914-1918 à Nasbinals », sur À nos grands hommes  |
| Poilu au repos (monument aux morts)                      | Copie d'après Étienne Camus                                  | Rimeize                | En face de l'église                                          |                    | 1922         | à géolocaliser                   | Image manquante                                                                                              |
| Poilu écrasant l'aigle allemand (d) (monument aux morts) | Copie d'après Charles-Henri Pourquet                         | Saint-Germain-du-Teil  | À déterminer                                                 |                    | À déterminer | à géolocaliser                   | Poilu écrasant l'aigle allemand (d) (monument aux morts)                                                     |
| Le Poilu victorieux (monument aux morts)                 | Copie d'après Eugène Bénet                                   | Saint-Sauveur-de-Peyre | À déterminer                                                 |                    | À déterminer | à géolocaliser                   | Image manquante                                                                                              |

### Fontaines
| Œuvre                    | Auteur       | Commune          | Localisation                                             | Notes                    | Installation | Coordonnées                      | Illustration             |
| ------------------------ | ------------ | ---------------- | -------------------------------------------------------- | ------------------------ | ------------ | -------------------------------- | ------------------------ |
| Fontaine de Jeanne d'Arc | À déterminer | Grandrieu        | rue de l'église                                          | Représente Jeanne d'Arc. | À déterminer | 44° 47′ 10″ nord, 3° 38′ 00″ est | Fontaine de Jeanne d'Arc |
| Fontaine de la Vierge    | À déterminer | Le Malzieu-Ville | Sur la place de la Vierge                                |                          | À déterminer | à géolocaliser                   | Fontaine de la Vierge    |
| Fontaine aux loups       | À déterminer | Marvejols        | Intersection du boulevard de Chambrun et de la rue Vidal |                          | À déterminer | à géolocaliser                   | Image manquante          |
| Fontaine de Soubeyran    | À déterminer | Mende            | Sur la place du Griffon, anciennement place de Soubeyran | Inscrit MH (1946).       | À déterminer | à géolocaliser                   | Fontaine de Soubeyran    |